# رومئو دیاز
رومئو دیاز (انگلیسی: Romeo Diaz) آهنگساز، تهیه‌کننده موسیقی، و رهبر ارکستر اهل فیلیپین است.
از فیلم‌ها یا مجموعه‌های تلویزیونی که وی در آن‌ها نقش داشته‌است، می‌توان به معشوقه فاتح بزرگ اشاره نمود.